# Curculio elephas
Il balanino delle castagne (Curculio elephas Gyllenhaal, 1836) è un insetto della famiglia dei Curculionidi (Coleoptera: Cucujiformia).
Il balanino è diffuso in tutta l'Europa meridionale, e nelle zone montane dell'Africa settentrionale. In Italia è comune in tutti i castagneti e nei boschi di querce. Le larve danneggiano le castagne e le ghiande causandone la cascola. L'entità dei danni, nel castagneto, varia secondo la varietà e la disposizione delle spine del riccio: varietà a spine corte e rade o con parti prive di spine sono più suscettibili all'infestazione.

## Descrizione
L'insetto adulto ha il corpo di forma ovale allungata, compresa tra i 6 e i 10 mm di lunghezza (escluso il rostro), colore grigio fulvo, con le zampe ed antenne bruno rossicce. Il rostro è sottile, arcuato e rivolto verso il basso; è lungo quanto il corpo, nella femmina, mentre nel maschio è più corto.
Le uova sono bianche, subovali lunghe 0,5 mm, mentre la larva, bianca con la testa bruna, raggiunge i 15 mm di lunghezza.

## Ciclo biologico
L'adulto compare in luglio e continua l'attività in agosto e settembre, nutrendosi a spese delle gemme e della parte basale delle castagne. La femmina fora l'involucro spinoso e la castagna per poi deporvi le uova. Una femmina è in grado di deporre fino a 20 uova, in genere una sola per frutto, ma talvolta in gruppi di due o tre. Nelle castagne possono tuttavia verificarsi ovideposizioni da parte di più femmine.
L'embrione si sviluppa in 5-8 giorni e la larva si sviluppa all'interno di una celletta detta criptocecidio, provocando nel tempo la caduta del frutto. La larva completa il suo sviluppo in 30-45 giorni e al termine fuoriesce dal frutto interrandosi a circa 10 cm per svernare nel suolo. Le pupe si formano in genere fra maggio e giugno della primavera successiva ed in 15 giorni completano la metamorfosi in balanino adulto. La larva sarebbe tuttavia in grado di prolungare la diapausa per alcuni anni.